# 前肢太陰肺経
前肢太陰肺経（ぜんしたいいんはいけい）とは肺経に属する前肢を流れる陰経の経絡である。人間でいうところの手の太陰肺経に相当する。

## 前肢太陰肺経に所属する経穴の一覧
肺之兪（はいのゆ）
取穴部位：肩関節と坐骨を結ぶ線と第3肋間との交差点に左右各1穴
主治：呼吸器疾患
頚脈（けいみゃく）
取穴部位：頚静脈溝の上1/3
主治：咳、熱射病、中毒
肺門（はいもん）
取穴部位：肩関節前縁の上1/3
主治：呼吸器疾患、胸痛、肩痛
肺擧（はいきょ）
取穴部位：肩関節後縁の上1/3
主治：肺・前肢疾患
胸堂（きょうどう）
取穴部位：胸前両側の腕頭静脈上
主治：熱性病、咳、喉のはれ
太淵（たえん）
取穴部位：手首の橈側縁の窪み
主治：咳、腕関節痛
少商（しょうしょう）
取穴部位：第1指骨橈側縁の爪後
主治：喘息、発熱、昏睡、過労